# فار، شهر گمشده
فار، شهر گمشده (به انگلیسی The Lost City of Faar) عنوان دومین جلد از سری پندراگن نوشته دی. جی. مک هیل می‌باشد که اولین بار در سال ۲۰۰۲ میلادی به چاپ رسید. کلرال شهری است پیشرفته که مردم آن در شهرهایی به نام زیستگاه زندگی می‌کنند که بر روی آب شناور است. سنت دین با استفاده از سمی محصولات غذایی کلرال را مسموم کرده است.

## داستان
کلرال سیاره‌ای است که به طور کامل با آب پوشیده شده است. لور و بابی پندراگن به قلمروی کلرال وارد شدند تا با سنت دین مقابله کنند. او ویروسی را منتشر کرده که موجب مسمومیت محصولات غذایی کلرال می‌شود. بابی پندراگن به دنبال راه نجات با شهر گمشده فار آشنا می‌شود.

## ترجمه در ایران
این اثر را ویدا اسلامیه (مترجم رسمی داستان‌های هری پاتر در ایران) ترجمه و انتشارات کتابسرای تندیس آن را به چاپ رسانده است.